# Kevin Costner
Kevin Michael Costner (sinh ngày 18 tháng 1 năm 1955) là một diễn viên điện ảnh, nhà sản xuất phim, đạo diễn Hoa Kỳ và đã giành Giải Oscar. Ông từng được đề cử 3 giải BAFTA (British Academy of Film and Television Arts Awards), giành được hai giải Oscar và một Giải Quả Cầu Vàng (Golden Globe Award). Costner đóng vai chính đầu tiên năm 1987 trong phim The Untouchables, cùng với Sean Connery, Robert De Niro và Andy Garcia. Kevin Costner nổi tiếng với vai Trung úy John J. Dunbar trong phim Khiêu vũ với bầy sói (Dances with Wolves), vai Jim Garrison trong phim JFK và vai Ray Kinsella trong phim Field of Dreams. Costner cũng đã nhận Giải Mâm xôi vàng vì bộ phim Thế giới nước (Waterworld) và thất bại trong nhiều dự án làm phim khác.

## Danh sách đĩa hát

### Album phòng thu
| Năm  | Album         | US Country | US Heat |
| ---- | ------------- | ---------- | ------- |
| 2008 | Untold Truths | 75         | 35      |

### Các đĩa đơn
| Năm  | Đĩa đơn          | US Country | Album         |
| ---- | ---------------- | ---------- | ------------- |
| 2008 | "Superman 14"    | —          | Untold Truths |
| 2008 | "Long Hot Night" | —          | Untold Truths |

## Danh sách các phim tham gia
| Năm  | Tựa                                             | Vai                     | Ghi chú                                 |
| ---- | ----------------------------------------------- | ----------------------- | --------------------------------------- |
| 1982 | Chasing Dreams                                  | Ed                      |                                         |
| 1982 | Night Shift                                     | Frat Boy #1             |                                         |
| 1982 | Struggle (short film)                           | Joe, Policeman #2       | a friends student movie                 |
| 1982 | Frances                                         | Luther (Man in Alley)   | qualified for Screen Actor's Guild card |
| 1983 | Stacy's Knights                                 | Will Bonner             |                                         |
| 1983 | Table for Five                                  | Newlywed husband        |                                         |
| 1983 | The Big Chill                                   | Alex                    | scenes deleted                          |
| 1983 | Testament                                       | Phil Pitkin             |                                         |
| 1984 | The Gunrunner                                   | Ted                     |                                         |
| 1985 | Fandango                                        | Gardner Barnes, Groover |                                         |
| 1985 | Silverado                                       | Jake                    |                                         |
| 1985 | American Flyers                                 | Marcus Sommers          |                                         |
| 1986 | Sizzle Beach, U.S.A.                            | John Logan              | originally filmed in 1974               |
| 1986 | Shadows Run Black                               | Jimmy Scott             |                                         |
| 1987 | The Untouchables                                | Eliot Ness              |                                         |
| 1987 | No Way Out                                      | Lt. Cmdr. Tom Farrell   |                                         |
| 1988 | Bull Durham                                     | Crash Davis             |                                         |
| 1989 | Field of Dreams                                 | Ray Kinsella            |                                         |
| 1990 | Revenge                                         | Michael 'Jay' Cochran   | also executive producer                 |
| 1990 | Dances with Wolves                              | Lieutenant Dunbar       | also director and producer              |
| 1991 | Madonna: Truth or Dare                          | Himself                 | documentary (uncredited role)           |
| 1991 | Robin Hood: Prince of Thieves                   | Robin Hood              | also producer                           |
| 1991 | JFK                                             | Jim Garrison            |                                         |
| 1992 | Amazing Stories: Book One, episode: The Mission | Captain                 | archive footage                         |
| 1992 | Oliver Stone: Inside Out                        | Himself                 | documentary                             |
| 1992 | The Bodyguard                                   | Frank Farmer            | also producer                           |
| 1993 | A Perfect World                                 | Robert 'Butch' Haynes   |                                         |
| 1994 | A Century of Cinema                             | Himself                 | documentary                             |
| 1994 | Wyatt Earp                                      | Wyatt Earp              | also producer                           |
| 1994 | The War                                         | Steven Simmons          |                                         |
| 1995 | Waterworld                                      | Mariner                 | also producer and uncredited director   |
| 1996 | Tin Cup                                         | Roy 'Tin Cup' McAvoy    |                                         |
| 1997 | Sean Connery, An Intimate Portrait              | Himself                 | documentary                             |
| 1997 | The Postman                                     | The Postman             | also director and producer              |
| 1999 | Message in a Bottle                             | Garret Blake            | also producer                           |
| 1999 | For Love of the Game                            | Billy Chapel            |                                         |
| 1999 | Play It to the Bone                             | Ringside Fan            | Cameo                                   |
| 2000 | Thirteen Days                                   | Kenny O'Donnell         | also producer                           |
| 2001 | 3000 Miles to Graceland                         | Thomas J. Murphy        |                                         |
| 2001 | Road to Graceland                               | Murphy (voice)          | animated short                          |
| 2002 | Dragonfly                                       | Joe Darrow              |                                         |
| 2003 | Open Range                                      | Charlie Waite           | also director and producer              |
| 2005 | The Upside of Anger                             | Denny Davies            |                                         |
| 2005 | Rumor Has It                                    | Beau Burroughs          |                                         |
| 2006 | The Guardian                                    | Ben Randall             |                                         |
| 2007 | Mr. Brooks                                      | Mr. Earl Brooks         | also producer                           |
| 2008 | Swing Vote                                      | Bud Johnson             |                                         |
| 2009 | The New Daughter                                | John James              | post-production                         |